# Comapa (kommunhuvudort)
Comapa är en kommunhuvudort i Guatemala.   Den ligger i departementet Departamento de Jutiapa, i den södra delen av landet, 90 km sydost om huvudstaden Guatemala City. Comapa ligger 1 276 meter över havet och antalet invånare är 1 493.
Terrängen runt Comapa är huvudsakligen lite bergig. Comapa ligger uppe på en höjd. Runt Comapa är det ganska tätbefolkat, med 192 invånare per kvadratkilometer. Närmaste större samhälle är Jutiapa, 19,6 km norr om Comapa. Omgivningarna runt Comapa är en mosaik av jordbruksmark och naturlig växtlighet.